# Eckeltshof
Eckeltshof ist ein Gemeindeteil von Birgland im Landkreis Amberg-Sulzbach in der bayerischen Oberpfalz.

## Geografie
Das Dorf im Norden des Oberpfälzer Jura ist einer von 42 amtlich benannten Gemeindeteilen der Gemeinde Birgland im westlichen Teil der Oberpfalz. Das auf einer Höhe von 539 m ü. NHN gelegene Eckeltshof ist etwa sieben Kilometer von dem ostnordöstlich liegenden Pfarrdorf Illschwang entfernt, in dem die Birglander Gemeindeverwaltung ihren Sitz hat.

## Geschichte

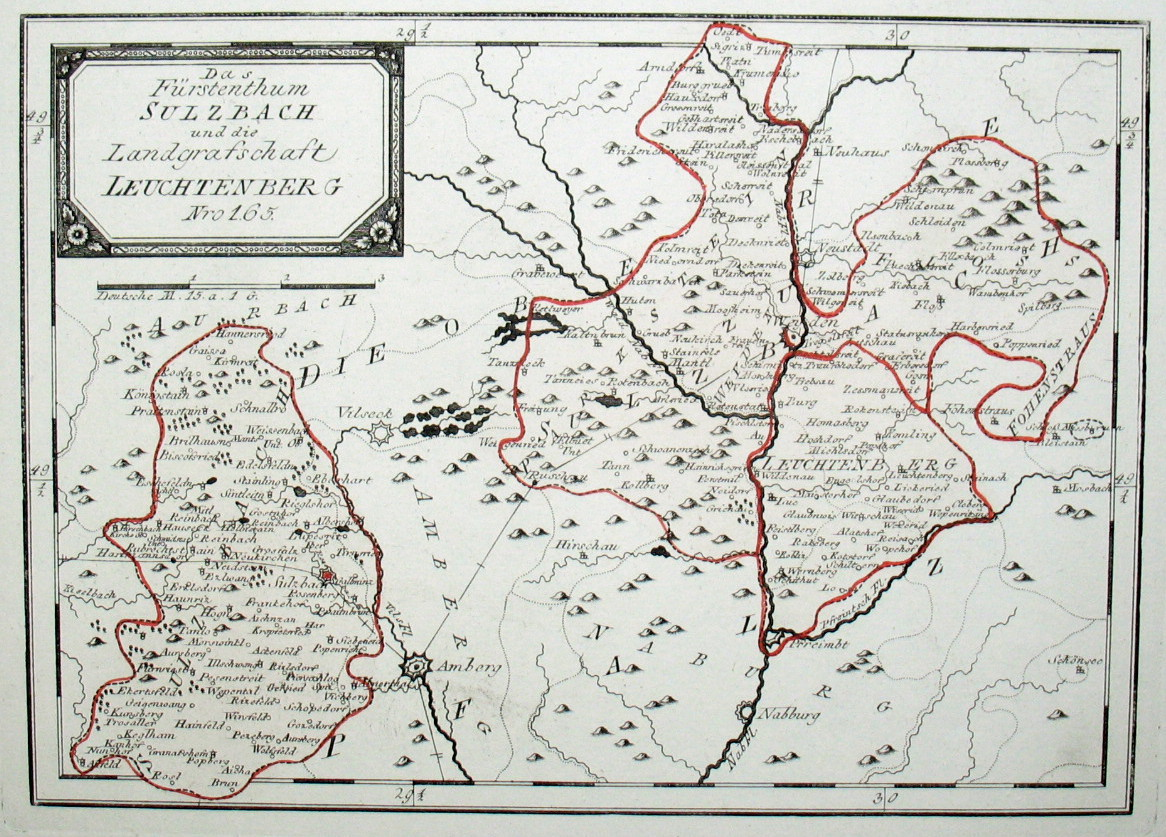
Das Territorium des Herzogtums Sulzbach mit dem Gebiet des Landrichteramtes Sulzbach im Südwesten

Zum Ende des Heiligen Römischen Reiches unterstand das bis 1777 kurpfälzische Dorf der Landeshoheit des Kurfürstentums Pfalzbaiern. Es gehörte dabei zum Landrichteramt Sulzbach, dem südwestlichen Teil des wittelsbachischen Herzogtums Sulzbach. Im Rahmen des im Herzogtum Sulzbach seit 1652 geltenden Simultaneums waren die evangelischen Einwohner des damals aus neun Anwesen bestehenden Ortes nach Fürnried eingepfarrt, die katholischen Einwohner der Pfarrei in Heldmannsberg zugeordnet.
Durch die Verwaltungsreformen zu Beginn des 19. Jahrhunderts im Königreich Bayern wurde Eckeltshof mit dem Zweiten Gemeindeedikt im Jahr 1818 eine Landgemeinde, zu der auch die Orte Buchhof, Kegelheim, Pleishof, Troßalter und Wolfertsfeld gehörten. Im Zuge der kommunalen Gebietsreform in Bayern in den 1970er Jahren wurde die Gemeinde Eckeltshof am 1. Juli 1972 in die neu gebildete Flächengemeinde Birgland eingegliedert. Im Jahr 1987 zählte Eckeltshof 41 Einwohner.

## Verkehr
Die aus dem Osten von der Kreisstraße AS 3 kommende Kreisstraße AS 36 durchquert den südlichen Ortsbereich und verläuft westwärts über Kegelheim zur Landkreisgrenze, wo sie als Kreisstraße LAU 26 nach Alfeld weiterführt. Der ÖPNV bedient das Dorf an einer Haltestelle der Rufbuslinie 24 des VGN. Der am schnellsten erreichbare Bahnhof befindet sich in Sulzbach-Rosenberg an der Bahnstrecke Nürnberg–Schwandorf.